# Athletic Club
El Athletic Club, popularmente conocido como Athletic de Bilbao o simplemente Athletic, es un club de fútbol de la villa de Bilbao, en el País Vasco, España. Fue fundado el 18 de julio de 1898 y, junto al Real Madrid y al F. C. Barcelona, es uno de los tres únicos equipos que han disputado todas las ediciones de la Primera División de España desde su creación en la temporada inaugural de 1928. A su vez, es uno de los cuatro únicos clubes profesionales de España que no es una sociedad anónima deportiva (S. A. D.), de manera que el gobierno del club recae en sus socios.
La particularidad más destacada del club vasco es su tradición de jugar únicamente con jugadores nacidos o formados futbolísticamente en Euskal Herria, algo que surgió de manera circunstancial en 1911 y se ha mantenido desde entonces.
También es reconocido internacionalmente por su trabajo en la formación de jóvenes futbolistas, cuya cantera es la fuente principal de la que se nutre el primer equipo y está considerada como una de las más prolíficas de Europa. Y si bien su influencia ha ido decayendo con el devenir de los años, es uno de los viveros históricos de España y el que más rendimiento saca de sus futbolistas.
Ha conseguido todos sus títulos en las competiciones nacionales, donde está considerado un club histórico. Buena parte de su prestigio lo obtuvo en la Copa del Rey que conquistó en veinticuatro ocasiones, la última en 2024. Se ganó el apelativo de «rey de copas» por haber sido el club más laureado de la competición durante el siglo XX, hasta que en 1998 el F. C. Barcelona le superó definitivamente. En 2025 mantiene el segundo lugar por delante del Real Madrid. También levantó el título de Primera División en ocho ocasiones (la última en 1984) y el de la Supercopa de España en tres (la última en 2021).
Es el tercer club español con mayor número de títulos oficiales (36) y actualmente (2025) ocupa la cuarta plaza en la clasificación histórica de la Primera División de España. Asimismo, ostenta el récord de la mayor goleada conseguida en la historia de la liga al haber ganado al F. C. Barcelona por 12-1 en 1930-31. A nivel continental, posee dos subcampeonatos de la Liga Europa de la UEFA conseguidos en 1976-77 y 2011-12.
Su principal rival histórico es el Real Madrid, equipo al que más veces se ha enfrentado a lo largo de su historia y a cuyos partidos se les conoce como El Viejo Clásico. También mantiene una rivalidad histórica con la Real Sociedad, contra quien disputa el derbi vasco, y con el F. C. Barcelona, a cuyos partidos se les conoce como el clásico Athletic-Barcelona.

## Historia
En 1898, unos jóvenes deportistas del Gimnasio Zamacois de Bilbao tuvieron la idea de crear un equipo como los existentes en Inglaterra, al que bautizaron con el nombre de Athletic Club. Aunque no fue hasta el 5 de abril de 1901 cuando el presidente Luis Márquez y su junta directiva culminaron la fundación legal del club. En 1900 también surgió el Bilbao Football Club. Ambos equipos decidieron arrendar conjuntamente unos terrenos en las campas de Lamiaco (Lejona), para poder jugar sus partidos. Estos encuentros generaron cada vez más interés entre los aficionados vizcaínos, y llegó a haber bastante rivalidad entre los dos conjuntos.

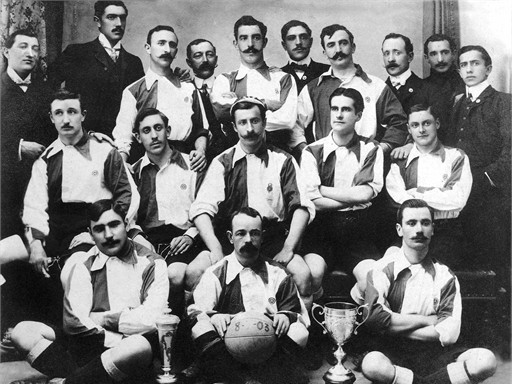
La plantilla del Athletic Club con la Copa de la Coronación (izquierda) y la primera Copa del Rey (derecha), en 1903.

En mayo de 1902, el Ayuntamiento de Madrid organizó el primer torneo nacional de fútbol para celebrar la mayoría de edad del rey Alfonso XIII, la Copa de la Coronación. Para disputarlo, los dos clubes vizcaínos crearon un equipo combinado con el nombre de Bizcaya, que se alzó con el título tras ganar 2-1 al F. C. Barcelona en el hipódromo de la Castellana, en Madrid. En 1903 el Bilbao F. C. acordó en junta general disolver la sociedad, ingresando a todos sus socios en el Athletic Club. Tras superar una crisis institucional que casi le cuesta su desaparición, el conjunto bilbaíno debutó ese mismo año en la recién creada Copa del Rey, de la que se proclamó campeón, título que repitió al año siguiente.
Con el paso de los años, la afición al fútbol en Vizcaya fue creciendo y cada vez se hizo más necesaria la construcción de un campo propio. Este hecho se acrecentó cuando, en 1911, al Athletic le tocó organizar la siguiente edición de la Copa del Rey por ser el vigente campeón. Como el terreno de Lamiaco no reunía las condiciones apropiadas, la entidad decidió trasladarse al nuevo recinto de Jolaseta, ubicado en el barrio de Neguri (Guecho), que contaba con una tribuna cubierta, una preferencia y una general. Sin embargo, el club demandaba tener un campo propio en la misma villa, así que adquirió unos terrenos situados junto al asilo de San Mamés, del que tomó su nombre, para proceder a su construcción. El nuevo campo fue diseñado por el arquitecto Manuel María Smith y se inauguró el 21 de agosto de 1913.
En 1910 el club contrató al primer entrenador de su historia, el inglés Shepherd, si bien abandonó el club al poco tiempo y no fue sustituido hasta 1914 por otro inglés, William Barnes. El Athletic se volvió a proclamar campeón de copa en 1910 y 1911, tras varios años de sequía. Por aquel tiempo, el equipo contaba con un gran número de extranjeros en sus filas, principalmente ingleses, y este hecho provocó duras quejas por parte de otros equipos, especialmente de la Real Sociedad, así que en 1911 la Real Federación Española de Fútbol estableció un nuevo reglamento por el que solo podían participar jugadores españoles. Fue entonces cuando el Athletic decidió prescindir de jugar con jugadores extranjeros, así nació lo que en el futuro sería conocido como la filosofía del club.

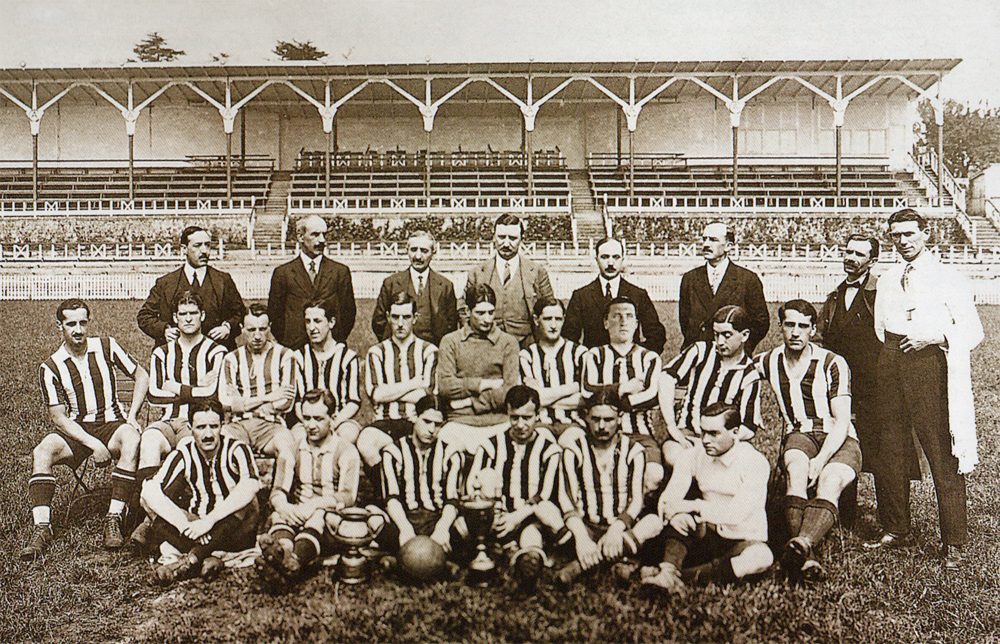
Plantilla del Athletic Club en 1915. Al fondo, la tribuna principal del recién construido San Mamés.

En aquellos años comenzó a destacar un joven jugador llamado Rafael Moreno Aranzadi, al que apodaban Pichichi, un extremo rápido, de disparo potente y con regate. La repercusión del jugador bilbaíno era tal, que varios equipos ingleses intentaron ficharle ofreciéndole contratos con muy buenas condiciones, pero el delantero prefirió quedarse en Bilbao. Con Pichichi, el Athletic conquistó tres copas consecutivas, en 1914, 1915 y 1916. Luego, tras un periodo de crisis que impidió al club participar en este torneo, volvió a proclamarse campeón en 1921. Ese año Pichichi se retiró y acabó dedicándose al arbitraje, pero su carrera como colegiado duró muy poco, ya que el 1 de marzo de 1922 falleció a causa del tifus a los 29 años de edad. El Athletic puso un busto en su honor en San Mamés, con la promesa de que todo club que visitase por primera vez el estadio debería ofrecerle un ramo de flores. En 1953, el diario marca creó el Trofeo Pichichi para premiar al máximo goleador del campeonato de liga, un título que ostenta un gran prestigio hasta el día de hoy.
En 1922, el Athletic contrató al técnico inglés Fred Pentland, procedente del Racing de Santander. En su primera etapa (1922-1925), llevó al equipo a conquistar la copa de 1923, pero sus mayores logros con el club no se darían hasta años después. Mientras tanto, la entidad bilbaína acometió la ampliación de San Mamés, que pasó de 3000 a 9500 localidades. En la segunda mitad de los años 1920, el club estuvo reclutando a los mejores talentos del fútbol vizcaíno, quienes tendrían un papel muy importante en la siguiente década. Fichó a Gregorio Blasco del Acero en 1926, a Victorio Unamuno del Alavés en 1928, del Barakaldo C. F. llegaron Lafuente en 1925 y Bata en 1929, y del Arenas Club recaló Guillermo Gorostiza en 1929. Además, del equipo de reservas del Athletic subieron jugadores como Chirri II y Garizurieta en 1927, Ispizua en 1928 e Iraragorri en 1929.

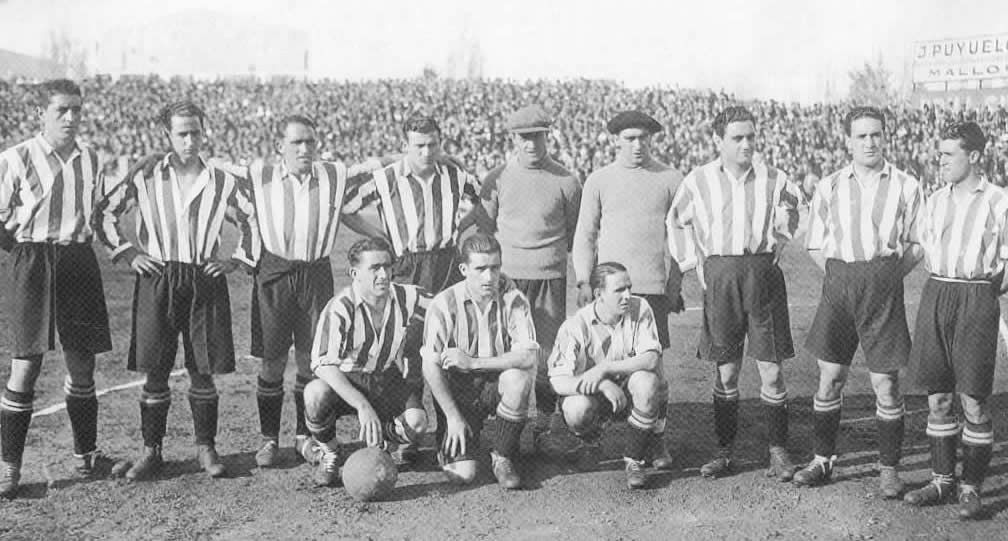
Equipo del Athletic campeón de liga en la temporada 1930-31.

La década de 1920 finalizó con la creación del campeonato de liga en la temporada 1928-29. Este hecho coincidió con uno de los momentos más dulces de la historia del club. En los años 1930, con Pentland de regreso al banquillo bilbaíno, el Athletic conquistó dos campeonatos de liga en las temporadas 1929-30 y 1930-31 (incluyendo una goleada histórica al F. C. Barcelona por 12-1), y cuatro de copa consecutivos en los años 1930, 1931, 1932 y 1933. Ya sin el técnico británico, que no llegó a un acuerdo para renovar su contrato, los bilbaínos ganaron la liga en otras dos ocasiones: 1933-34 y 1935-36. De este equipo destacó la conocida como «primera delantera histórica», formada por Lafuente, Iraragorri, Bata, Chirri II y Gorostiza. También cabe mencionar al guardameta Gregorio Blasco, portero menos goleado del campeonato en tres ocasiones.
Las andanzas de este equipo se cortaron de golpe en 1936, año en el que estalló la guerra civil española. Este hecho obligó a suspender la liga durante tres temporadas, por lo que la plantilla del Athletic, al igual que la del resto de clubes, se disolvió. La guerra terminó en 1939 y se restauraron los campeonatos de liga y copa, pero el club se vio obligado a rehacer el equipo casi en su totalidad, ya que solo pudo contar con siete de los jugadores anteriores al conflicto: Oceja, Zabala, Gorostiza, Elices, Urra, Garate y Unamuno. El resto, habían emigrado de España o fichado por otros equipos. Por otra parte, un decreto ley aprobado por la Real Federación Española de Fútbol en diciembre de 1940, obligó a los clubes la eliminación de todo extranjerismo, y el Athletic tuvo que cambiar su nombre por el de Atlético de Bilbao.

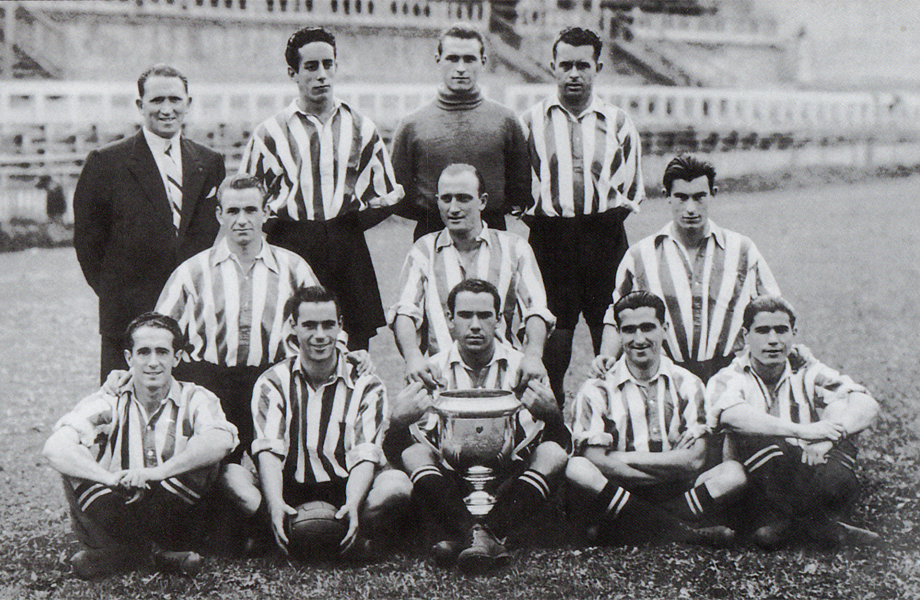
Equipo del Atlético de Bilbao con la Copa de 1945, sujetada por Zarra.

Gracias al trabajo de captación de jóvenes talentos realizado a finales de los años treinta, el club pudo contar con una plantilla competitiva que haría historia en los años venideros. En la temporada 1942-43, el equipo conquistó su tercer doblete y volvió a alzarse con el título copero en 1944 y 1945. La gran estrella del equipo fue Telmo Zarra, quien junto con sus compañeros Rafa Iriondo, Francisco Garate, José Luis Panizo y Agustín Gainza formó la «segunda delantera histórica» del club; más tarde, Venancio sustituyó al veterano Garate. Otras figuras importantes del equipo fueron el mediocentro Nando González y el portero Raimundo Lezama. Los últimos logros de esta generación fueron la copa de 1950, en la que Zarra batió el récord de goles en una final (4), y la Copa Eva Duarte (precedente oficial de la Supercopa). Durante esos años, Zarra batió innumerables récords, entre los que destacan seis Trofeos Pichichi al máximo goleador de la liga, 38 goles en una sola temporada de liga, máximo goleador de la Primera División con 251 goles y de la copa con 81, mayor número de tripletes en liga (23) y máximo goleador de la historia del club, algunos de los cuales aún conserva.
En los años cincuenta se construyó la tribuna principal de San Mamés, con su característico arco. En esa época brilló una nueva generación de jugadores, comandada por el técnico Ferdinand Daučík, cuya alineación era recitada de memoria por la afición bilbaína: Carmelo, Garay, Orue, Canito, Mauri, Maguregui, Artetxe, Marcaida, Arieta, Uribe y Gainza. Este equipo se hizo con el doblete en la temporada 1955-56 y ganó otras dos copas en 1955 y 1958. En esta última, consiguieron un hito histórico al vencer al Real Madrid de Di Stefano en la final, quien venía de proclamarse campeón de liga y Copa de Europa. Desde ese momento, pasaron a la historia como el equipo de los «once aldeanos», porque con once jugadores vascos lograron tumbar a la «locomotora blanca». Este equipo también debutó en la Copa de Europa de 1956-57, donde eliminaron al Oporto y al Honvéd de Puskás, pero cayeron en cuartos de final ante el Manchester United de los Busby Babes, a pesar de haber ganado el encuentro de ida disputado en La Catedral.
Las décadas de 1960 y 1970 fueron bastante flojas para el Athletic, que tan solo consiguió ganar las copas de 1969 y 1973. No obstante, en la temporada 1969-70 estuvo a punto de ganar la liga con Ronnie Allen en el banquillo, pero finalmente quedó subcampeón. La gran figura en aquellos años fue el guardameta José Ángel Iribar, ganador de un Trofeo Zamora en 1970, a quien la afición rojiblanca aclamaba al grito de «¡Iribar! ¡Iribar! ¡Iribar es cojonudo! ¡Como Iribar, no hay ninguno!». Otros jugadores importantes fueron Iñaki Sáez, Txetxu Rojo y Fidel Uriarte. Unos años más tarde, el Athletic alcanzó la final de la Copa de la UEFA de 1976-77 con un gran equipo formado por Iribar, Lasa, Guisasola, Alexanco, Escalza, Villar, Churruca, Irureta, Dani, Rojo I y Carlos. Por el camino eliminó a equipos como el A. C. Milan o el F. C. Barcelona, entre otros, pero perdió la final a doble partido contra la Juventus (2-2 en el global). Esa misma temporada, también perdió la final de copa ante el Real Betis, tras una larga tanda de penaltis en la que Iribar falló el último lanzamiento. Por otra parte, en 1972 el Athletic Club recuperó su nombre original.

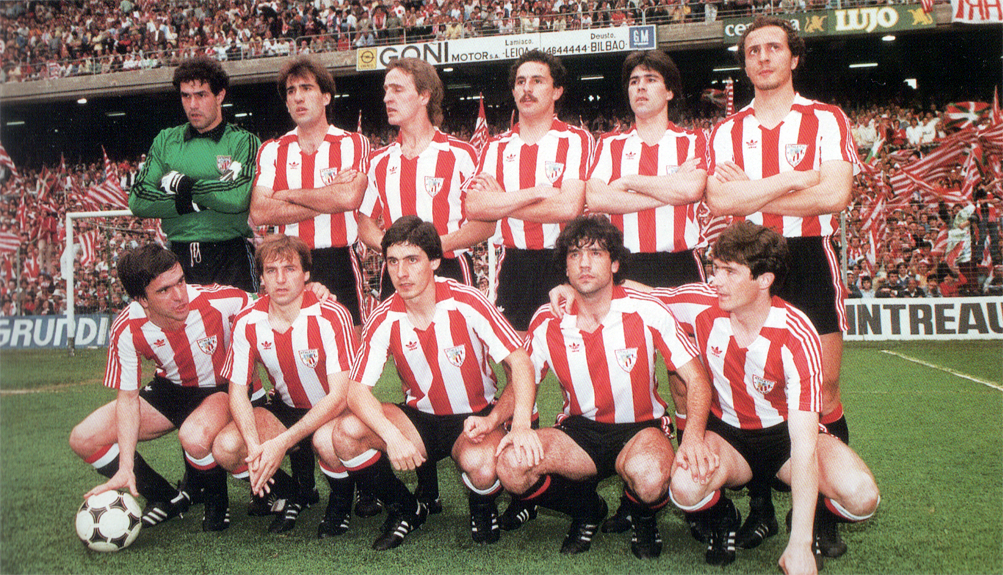
Alineación en la última jornada de Liga de la temporada 1983-84.

Con motivo de la celebración de la Copa Mundial de Fútbol de 1982, tuvo lugar la última gran remodelación de San Mamés, en la que se modernizó por completo y su aforo aumentó hasta las 46 000 localidades. Los años ochenta fueron una de las épocas más gloriosas y recordadas de la historia del club. Bajo la dirección de Javier Clemente, el Athletic ganó la liga de 1982-83 superando a su principal competidor, el Real Madrid de Juanito y Santillana, en la última jornada. Al año siguiente, conquistó el doblete tras vencer al F. C. Barcelona de Maradona en la final de copa, lo que a su vez le dio de forma automática la Supercopa de España. En ambas temporadas, los títulos se celebraron con un paseo en gabarra por la ría de Bilbao. La alineación de aquel equipo se quedó impregnada para siempre en la memoria de sus aficionados: Zubizarreta, Urkiaga, Goikoetxea, Liceranzu, De la Fuente, De Andrés, Sola, Urtubi, Dani, Sarabia y Argote. Por otra parte, en la Copa de Europa de 1983-84 fue eliminado por el Liverpool F. C. de Ian Rush, que posteriormente se alzó con el título, y en la de 1984-85, por el Girondins de Burdeos.
Entre finales de los ochenta y mediados de los noventa el Athletic entró en una etapa de declive en la que cosechó algunas de las peores clasificaciones de su historia en liga, especialmente el 15.º puesto del curso 1994-95. En la segunda mitad de los noventa, el equipo mejoró notablemente con Luis Fernández en el banquillo y logró el subcampeonato de liga en la temporada 1997-98. En ese momento, el conjunto vasco contaba en sus filas con jugadores como Julen Guerrero, Joseba Etxeberria, Ismael Urzaiz, Bittor Alkiza, Aitor Larrazabal o Roberto Ríos. Pero el buen momento del equipo duró poco, en la Liga de Campeones 1998-99 quedó eliminado en la fase de grupos y su rendimiento en liga decayó en las siguientes temporadas.
Los años 2000 no fueron mucho mejores. El equipo mejoró con el regreso de Jupp Heynckes en 2001, pero en las dos campañas que estuvo no logró superar el 8.º puesto en liga y perdió una semifinal de copa frente el Real Madrid. En 2003, Ernesto Valverde se hizo cargo del banquillo y clasificó al Athletic para disputar la Copa de la UEFA, después de seis temporadas fuera de Europa. Aquel equipo contaba con jugadores como Andoni Iraola, Asier del Horno, Pablo Orbaiz, Carlos Gurpegi o Fran Yeste, además de Etxeberria y Urzaiz. Sus mayores logros fueron una goleada histórica al Standard de Lieja (1-7) y una semifinal perdida ante el Real Betis. Valverde abandonó el club en 2005 y en las dos siguientes temporadas (2005-06 y 2006-07) el equipo entró en una crisis en la que estuvo a punto de descender, llegando a cosechar la peor clasificación de su historia en liga (17.º). Este periodo pasó a ser conocido por los aficionados rojiblancos como el «bienio negro». En 2007, Fernando García Macua llegó a la presidencia del club y puso en el banquillo a Joaquín Caparrós, quien logró sacar al equipo de la crisis e incluso alcanzó la final de copa en 2009, tras 24 años sin lograrlo, aunque finalmente cayó derrotado frente al F. C. Barcelona de Pep Guardiola. La etapa de Caparrós culminó con la clasificación para la Liga Europa en la campaña 2010-11.

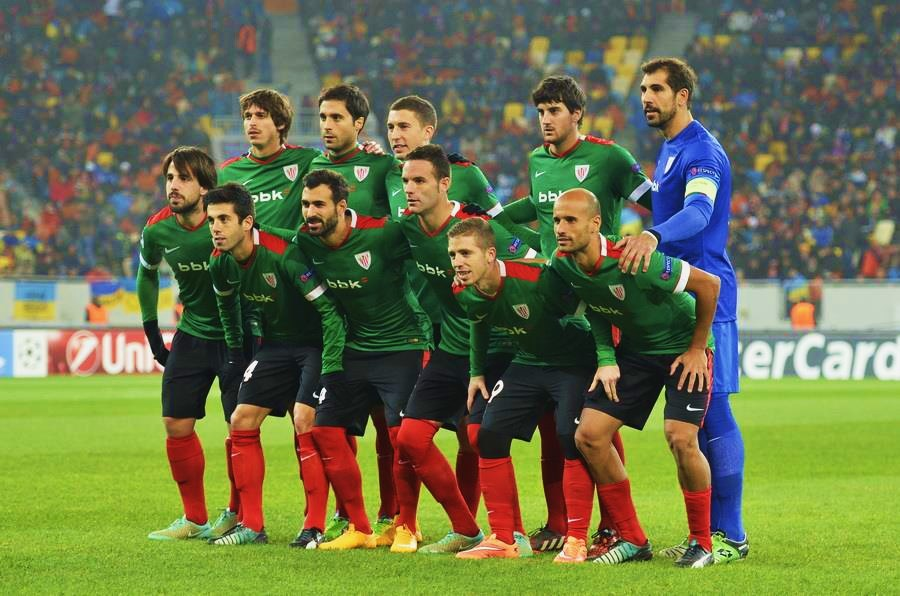
El Athletic en un partido de la Liga de Campeones 2014-15 frente el Shakhtar Donetsk.

Ese año, Josu Urrutia sustituyó a Macua en la presidencia y contrató a Marcelo Bielsa como entrenador, además de fichar a la perla del Real Zaragoza, Ander Herrera. Aquella campaña, el Athletic pudo disfrutar de su mejor equipo en décadas, con un once formado por Iraizoz, Iraola, Javi Martínez, Amorebieta, Aurtenetxe, Iturraspe, De Marcos, Herrera, Susaeta, Muniain y Llorente. La gran temporada del conjunto bilbaíno le llevó a alcanzar las finales de la copa y de la Liga Europa por primera vez en 35 años. En la competición europea eliminó a equipos como el Manchester United, el FC Schalke 04 o el Sporting de Portugal, aunque finalmente perdió las dos finales por sendas goleadas (3-0 contra el Atlético de Madrid en la Liga Europa, y el mismo desenlace en la final de copa ante el F. C. Barcelona). Este equipo se desarmó muy pronto con las marchas de Javi Martínez al Bayern de Múnich y de Llorente a la Juventus. El 16 de septiembre de 2013 se inauguró el nuevo San Mamés, construido junto al anterior y con capacidad para 53 289 espectadores.
Entre 2014 y 2017, con Ernesto Valverde de vuelta en el banquillo, el Athletic se clasificó cuatro veces seguidas para disputar competiciones europeas. Su mejor temporada fue la 2013-14, en la que se clasificó para la Liga de Campeones tras 16 años de ausencia, y cosechó la mejor cifra de puntos en liga de su historia: 70. Sin embargo, la marcha de Ander Herrera al Manchester United en julio de 2014 lastró al equipo, que posteriormente cayó eliminado en la fase de grupos. El mayor logro en este periodo fue la consecución de la Supercopa de España de 2015, donde el Athletic venció al F. C. Barcelona en la final, rompiendo así una racha de 31 años sin títulos; en el partido de ida goleó al conjunto catalán por 4-0, con un triplete de Aritz Aduriz, y en la vuelta empató a uno en el Camp Nou, también con gol de Aduriz. En este equipo destacaron jugadores como Aymeric Laporte, Mikel San José, Beñat Etxebarria, Mikel Rico y los ya mencionados De Marcos, Susaeta, Muniain y el propio Aduriz.
Después de unos años bastante flojos, el conjunto bilbaíno –dirigido por Gaizka Garitano– alcanzó la final de copa dos veces consecutivas, en 2020 y 2021, pero debido a la pandemia de COVID-19 tuvo que aplazarse la de 2020, y ambas se disputaron en abril de 2021. Ya con Marcelino en el banquillo, perdió las dos finales contra la Real Sociedad y el F. C. Barcelona. No obstante, ese año conquistó su tercera Supercopa de España, tras derrotar al Barça por 3-2 en la prórroga. En 2022, Jon Uriarte llegó a la presidencia y trajo de vuelta a Ernesto Valverde. Con el técnico extremeño, el Athletic se proclamó campeón de la Copa del Rey de 2024 después de 40 años sin lograrlo, y regresó a Europa tras varios años ausente. En 2025, alcanzó las semifinales de la Liga Europa, cuya final se celebró en San Mamés, y se clasificó para la Liga de Campeones al quedar 4.º con 70 puntos. De esta generación de jugadores sobresalen el portero Unai Simón (ganador del Trofeo Zamora en 2024), Yuri Berchiche, Dani Vivian, Ohian Sancet y los hermanos Iñaki y Nico Williams.

## Simbología

### Himno y canciones populares
El primer cántico adoptado como himno (no oficial) del Athletic Club fue el «Alirón». Originariamente, se trataba de un cuplé compuesto en 1913 por Aquino y Retana. La cupletista Teresita Zazá la trajo a Bilbao y la afición del Athletic cambió el estribillo por: «Alirón, alirón, el Athletic campeón».

En España entera triunfa la canción del "alirón"

y no hay chico deportista que no sepa esta canción.

Y las niñas orgullosas hoy le dan su corazón

a cualquiera de los once del Athletic campeón.

En la década de 1950 se popularizó otra canción, obra de Timoteo Urrengoechea (música) y Goyo Nadal (letra) e interpretada por Los Cinco Bilbaínos, cuyo estribillo decía:

Athletic, Athletic Club de limpia tradición:

ninguno más que tú lleva mejor blasón.

Del fútbol eres ley; te llaman el león.

Y la afición el rey del fútbol español.

En 1982 Carmelo Bernaola recibió el encargo por parte del club de componer un himno nuevo. Bernaola, reconocido aficionado del Athletic, se basó en el estribillo del «Alirón» y en un pasacalles del maestro Feliciano Beobide de 1928 titulado «Altza gaztiak. Himno de los mendigoizales dedicado al Athletic Club». Bernaola introdujo arreglos musicales que incluyen dos instrumentos típicos del folclore vasco: el txistu y el tamboril. También propuso como letrista a Juan Antonio Zubikarai. En la nueva letra, escrita en euskera, concretamente en su dialecto vizcaíno, se suprimen las menciones a España y se cita a Euskal Herria y al árbol de Guernica. Se mantiene la frase que da título a la obra de Beobide: Altza gaztiak (arriba jóvenes). El estribillo dice:
| Zabaldu daigun guztiok irrintzi alaia: | Propaguemos todos el alegre irrintzi |
| Athletic, Athletic zu zara nagusia.    | Athletic, Athletic, tú eres grande.  |

El himno se grabó en 1983 y fue interpretado por los coros de la Asociación Bilbaína de Amigos de la Ópera (ABAO) y la Banda Municipal de Bilbao. Sonó por primera vez en el estadio de San Mamés el 30 de marzo de 1983, previo a un partido correspondiente a los cuartos de final de la Copa del Rey contra el F. C. Barcelona. En 1998 y con motivo del centenario, el diario El Correo editó un CD que contenía tres temas; el primero, una nueva y perfeccionada versión del himno del Athletic, que, aunque no cambiaba demasiado el original, mejoraba la música y la calidad de sonido. La segunda, una bilbainada titulada Athletic txapeldun, compuesta por Jesús María Sanz Iparraguirre y cantada por Los Txikis. Y la tercera, una versión roquera del himno, tocada por el grupo M.C.D. (extraída de su álbum «Inoxidable» y grabada en directo en la sala Bilborock de Bilbao). En 2004, la Fundación Athletic Club Fundazioa editó un álbum titulado «Athletic Bihotzez», que se componía de un CD con 13 canciones, un libro y un DVD con el making off del álbum. Las canciones fueron compuestas por el músico bilbaíno Kepa Junkera y, la letra escrita, entre otros, por Francis Díez, de Doctor Deseo, Xabier Amuriza, Tontxu Ipiña, Kirmen Uribe y Mikel Bizar. De sonido folk, la mayor parte de las canciones estaban grabadas en euskera, el disco se compone de los siguientes temas: Harrobiaz arro, Orroak, Chulos hasta pa' perder, Mila kilometrotara atzetik, Hegoak eta iparra, Oinak egite, Mundu denak, Estropadak, Blanc zuri branco, Amets zurigarriak, Dzuaru, Herriaren zati, Aurrera aurrera Athletic. En agosto de 2011, el grupo bilbaíno Blues 'N' Breakers lanzó la canción We Are The Lions, un tema de estilo folk británico, pensado para cantar en San Mamés contra rivales europeos.

### Escudo
El escudo del Athletic lleva incorporado los blasones de Bilbao y Vizcaya. Del escudo de la villa, coge el puente e iglesia de San Antón, y los lobos de la familia Haro, señores de Vizcaya y fundadores de Bilbao en el año 1300. Del escudo de Vizcaya coge el árbol de Guernica y la Cruz de San Andrés. Su primera constancia documental data de 1922.
A lo largo de su historia, el escudo del club ha ido evolucionando y cambiando de forma. Así, el primer escudo oficial del que se tiene constancia, era un balón con los colores del club en el que se encontraban las iniciales "A" y "C" entrelazadas, el cual pasó a estilizarse por una especie de cinturón o flotador azul alrededor de las iniciales con una tipografía más moderna y legible, siempre interpuestas una encima de otra. El tercer escudo data de 1910, el cual es una bandera rojiblanca debido a los nuevos colores corporativos con un cuadro blanco en la parte superior izquierda, en el cual se leen las iniciales del club. El cuarto, datado en 1913, consistía también en una bandera rojiblanca, pero en este caso, rodeando un pelotón. La primera versión del actual escudo, data de 1922, aún era una versión muy simple que fue cambiando de forma con el paso de los años hasta formar tres versiones diferentes. Finalmente, en 1941 se creó la versión definitiva del actual escudo, la cual se perfeccionó en 1972, otorgándole colores y recuperando el nombre original del club.
|                                                                |
| Primer escudo propio con las iniciales entrelazadas (1901-03). |

|                                                       |
| Estilización del escudo y ajuste cromático (1903-10). |

|                                                                     |
| Las iniciales pasan a una bandera con los nuevos colores (1910-13). |

|                                                                    |
| Se añade un balón al que abraza la bandera más definida (1913-22). |

|                                                            |
| Se recogen las señas de ciudad y club en un escudo (1922). |

## Indumentaria
La primera equipación consta de una camiseta a franjas rojiblancas, pantalón negro y medias negras. El número de franjas y su grosor ha variado a lo largo de los años; normalmente la camiseta ha constado de 4 a 5 franjas rojas de grosor medio, plasmadas sobre fondo blanco. Ocasionalmente, también se han empleado tres franjas gruesas. La equipación titular de portero, aunque variable, ha sido tradicionalmente negra. Asimismo, suelen usarse otros colores como el verde y el azul. Como colores alternativos, se han utilizado ocasionalmente el gris, el rojo, y raramente el granate y el naranja. La equipación de portero más famosa que se recuerda, fue la usada por Iribar en las décadas de 1960 y 1970, la cual constaba de camiseta negra, pantalón negro y medias rojiblancas.
En cuanto a la segunda equipación, tradicionalmente ha constado de una camiseta azul Bilbao, con pantalón y medias del mismo color. Otra opción muy utilizada ha sido una camiseta bicolor (azul y blanco) que conmemoraba la primera equipación de la historia del club. Alternativamente, se han empleado otros colores para la segunda y la tercera equipación; los más repetidos han sido el blanco y el negro, si bien se han dado casos de otros colores más raros, como el gris de las temporadas 1999-2000 y 2000-01, el azul celeste de la temporada 2004-05 y el verde de las temporadas 2011-12, 2014-15, 2016-17 y 2019-20.
Además, las camisetas incluyen los distintivos de las competiciones que se disputan. En la competición liguera, lleva en la manga derecha el logo de la Liga de Fútbol Profesional. Para competición europea, porta en la manga derecha el logo de la misma. El equipo femenino lleva en la manga derecha el logo de la Real Federación Española de Fútbol, organizador de la competición liguera.
| 1898 | 1903 | (Ver evolución) | Actual |

## Infraestructura

### Estadio
El Athletic juega sus partidos en San Mamés, este estadio fue inaugurado el 16 de septiembre de 2013 y cuenta con 53 289 localidades de aforo. Fue diseñado por el arquitecto bilbaíno César Azcárate, y ubicado a escasos metros de donde se encontraba el antiguo San Mamés. Fue reconocido en 2017 con el galardón Venue of the Year, que representa la categoría de mejor instalación deportiva de fútbol, por el World Football Summit. Al igual que el anterior, toma su nombre del vecino asilo de San Mamés, al que pertenecían los terrenos sobre los que posteriormente se levantó el antiguo estadio. De este nombre proviene el apodo de «Los leones de San Mamés», o simplemente «Los leones», con el que se les conoce a los jugadores del Athletic, ya que según la mitología cristiana, el santo Mamés (San Mamés) fue un mártir cristiano arrojado a los leones por los romanos.
La propiedad del recinto es de San Mames Barría S. L., compuesta por cinco socios, entre los que se encuentran el Athletic Club (23,58 %), el Gobierno Vasco (23,58 %), Kutxabank (23,58 %) la Diputación Foral de Vizcaya (23,58 %) y el Ayuntamiento de Bilbao (5,68 %), existiendo, por lo tanto, una mayoría de capital público, si bien el Athletic tiene derechos para su utilización, debiendo compartirlo para otros usos municipales como se dirá, u otros eventos deportivos al margen del Athletic Club. En cuanto a sus instalaciones, el estadio cuenta con un polideportivo municipal con piscina, gimnasio, fitness, spa y otros departamentos, zonas vip con restaurante y el museo del club.
El estadio acogió las finales de la Copa de Campeones Europea y la Copa Desafío Europeo de Rugby en 2018. Además, ha sido seleccionado por la UEFA para albergar la final de la Liga Europa 2024-25. También ha sido anfitrión de diversos eventos musicales como los MTV Europe Music Awards 2018 y conciertos de bandas y artistas internacionales y locales.

Panorámica de San Mamés.

### Instalaciones deportivas

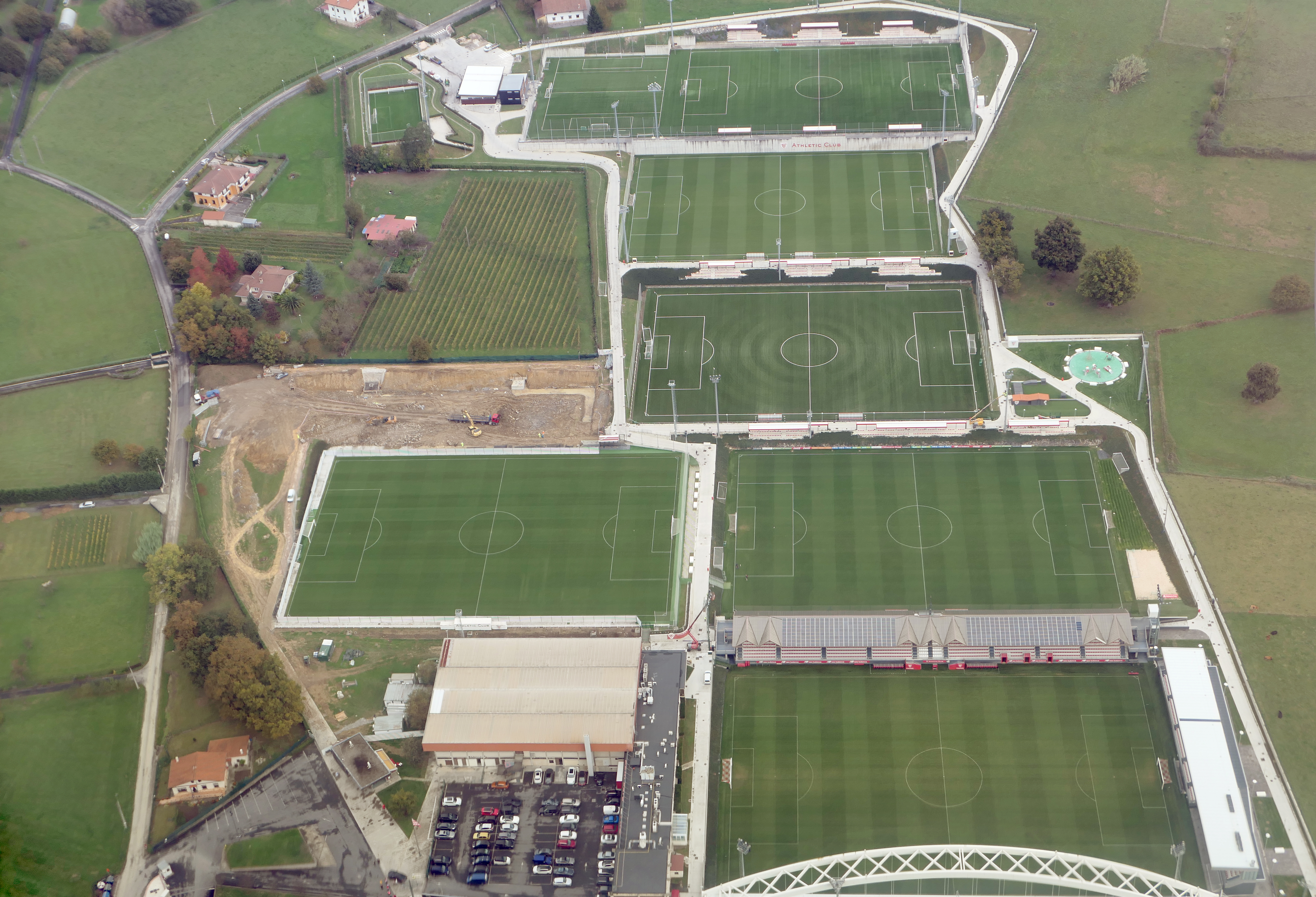
Foto aérea de las instalaciones de Lezama.

Las instalaciones de Lezama (Vizcaya), sitas en el municipio homónimo, son el complejo deportivo donde entrenan todas las categorías del Athletic, y fueron inauguradas en el año 1971. Las instalaciones se componen de 8 campos de fútbol, una residencia para jugadores, un centro médico, un gimnasio, un pabellón cubierto, un frontón y una sala de prensa. El campo n.º 1, donde el equipo femenino y el Bilbao Athletic disputan sus partidos, dispone de dos tribunas con capacidad para 2000 espectadores en total, y está decorado con el arco del antiguo San Mamés. Los campos n.º 1, 2, 3 y 5 son de hierba natural, mientras que los 4, 6, 7 y 8 tienen césped artificial. Además, este último está dedicado en exclusiva para la práctica del fútbol 7.

### Sede social
Antiguamente, la sede social del club estuvo ubicada en diferentes lugares de la ciudad de Bilbao, pero desde el 22 de agosto de 1988 se encuentra en el Palacio de Ibaigane.

## Datos del club
- Nombre completo: Athletic Club [1][103]
- Año de fundación: 1898 [1]
- Año de fundación (legal): 1901 [32]
- Sede social: Palacio de Ibaigane
- Dirección: Alameda Mazarredo 23, Bilbao
- Número de socios: 43 649 (a 30 de junio de 2024)[1]
- Peñas oficiales: 466 [104]
- Presupuesto: 155 816 797,45 € (2024-25)[105]
- Ingresos televisivos: 67 500 000 € (2023-24)[106]
- Asistencia media en liga: 48 420 aficionados (2024-25)[107]

## Palmarés
Nota: en negrita competiciones vigentes en la actualidad. Indicado el récord del torneo  y el compartido 
Torneos nacionales (36)
| Competiciones nacionales         | Títulos | Subcampeonatos                                                                                  |
| -------------------------------- | --- | ----------------------------------------------------------------------------------------------- |
| Primera División de España (8/7) | 1930, 1931, 1934, 1936, 1943, 1956, 1983, 1984.                                                                                                 | 1932, 1933, 1941, 1947, 1952, 1970, 1998.                                                       |
| Copa del Rey (24/16)             | 1903, 1904, 1910, 1911, 1914, 1915, 1916, 1921, 1923, 1930, 1931, 1932, 1933, 1943, 1944, 1945, 1950, 1955, 1956, 1958, 1969, 1973, 1984, 2024. | 1905, 1906, 1913, 1920, 1942, 1949, 1953, 1966, 1967, 1977, 1985, 2009, 2012, 2015, 2020, 2021. |
| Supercopa de España (3/3)        | 1984, 2015, 2021. | 1983, 2009, 2022.                                                                               |
| Copa Eva Duarte (1/0)            | 1950. |                                                                                                 |

Torneos internacionales
| Competiciones internacionales | Títulos | Subcampeonatos |
| ----------------------------- | ------- | -------------- |
| Liga Europa de la UEFA (0/2)  |         | 1977, 2012.    |
| Copa Latina (0/1)             |         | 1956.          |

Torneos regionales (21)
| Competiciones regionales              | Títulos | Subcampeonatos             |
| ------------------------------------- | --- | -------------------------- |
| Campeonato Regional del Norte (5/1)   | 1913-14, 1914-15, 1915-16, 1919-20, 1920-21.                                                                | 1916-17.                   |
| Campeonato Regional de Vizcaya (12/3) | 1922-23, 1923-24, 1925-26, 1927-28, 1928-29, 1930-31, 1931-32, 1932-33, 1933-34, 1934-35, 1938-39, 1939-40. | 1924-25, 1926-27, 1929-30. |
| Copa Vasca (1/0)                      | 1934-35. |                            |
| Campeonato de Euskal Herria (3)       | 2018, 2022, 2024                                                                                            |                            |

Palmarés total
| Títulos oficiales | Nacionales | Nacionales | Nacionales | Nacionales | Total |    |
| ----------------- | ---------- | ---------- | ---------- | ---------- | ----- | -- |
| Títulos oficiales | 8          | 24         | 3          | 1          | Total | 36 |

### Trayectoria
El club es uno de los únicos tres que ha disputado siempre la Primera División —máxima competición de clubes en España— desde su fundación en la temporada 1928-29 sumando un total de noventa y una apariciones. Ocupa el quinto puesto en la clasificación entre los sesenta y tres participantes históricos además de ser el cuarto más laureado con ocho títulos. Su peor actuación se registró en la temporada 2006-07 cuando finalizó en decimoséptimo puesto, a un punto del descenso.
En cuanto al panorama internacional, el club fue uno de los clubes que participaron en la segunda edición de la Copa de Europa —actual Liga de Campeones (en. Champions League) y más prestigiosa competición de clubes en Europa—, habiéndola disputado un total de cinco temporadas. En ellas fue la de su estreno su mejor participación tras alcanzar los cuartos de final, para un 115.º puesto global entre sus 530 participantes históricos. Dos subcampeonatos en la Liga Europa —otrora Copa de la UEFA— son sus mejores resultados en Europa (1977 y 2012).
En el resto de competiciones oficiales destacan sus ciento once presencias en la Copa del Rey, segunda competición por importancia en España, sobre ciento dieciocho posibles —para ser el club que más veces la ha disputado, y donde cosechó sus mayores éxitos y reconocimientos por los que fue reconocido durante décadas como el «rey de copas»—. En total ha conquistado 36 títulos de campeón como uno de los grandes e históricos del fútbol español.
| Competición                                                 | P.J.     | P.G.     | P.E.     | P.P.     | G.F.     | G.C.     | Mejor resultado |
| Nacional                                                    | Nacional | Nacional | Nacional | Nacional | Nacional | Nacional | Nacional        |
| ----------------------------------------------------------- | -------- | -------- | -------- | -------- | -------- | -------- | --------------- |
| Campeonato de Liga de Primera División                      | 2952     | 1270     | 698      | 984      | 4843     | 3909     | Campeón         |
| Campeonato de España de Copa                                | 611      | 336      | 112      | 163      | 1237     | 672      | Campeón         |
| Copa Presidente FEF / Copa Eva Duarte / Supercopa de España | 18       | 9        | 2        | 7        | 37       | 33       | Campeón         |
| Copa de la Liga de España                                   | 12       | 3        | 4        | 5        | 16       | 22       | Cuartofinalista |
| Internacional                                               |          |          |          |          |          |          |                 |
| Copa de Europa / Liga de Campeones de la UEFA               | 28       | 10       | 8        | 10       | 38       | 36       | Cuartofinalista |
| Copa de la UEFA / Liga Europa de la UEFA                    | 136      | 64       | 26       | 46       | 221      | 180      | Subcampeón      |
| Recopa de Europa de la UEFA                                 | 6        | 2        | 2        | 2        | 6        | 9        | Octavofinalista |
| Copa Latina                                                 | 2        | 1        | 0        | 1        | 3        | 3        | Subcampeón      |
| Copa de Ciudades en Feria                                   | 28       | 15       | 4        | 9        | 34       | 32       | Cuartofinalista |
| Copa Intertoto de la UEFA                                   | 2        | 1        | 0        | 1        | 1        | 1        | 2.ª Ronda       |
| Total                                                       | 3795     | 1711     | 856      | 1228     | 6436     | 4897     | 36 Títulos      |
| Ver estadísticas completas                                  |          |          |          |          |          |          |                 |

### Estadísticas
Mejores posiciones
- Puesto en la clasificación histórica de la Primera División: 4.º
- Temporadas en Primera División: 93 (todas).[103]

Mejor puesto en liga: 1.º (8 veces).
Peor puesto en la liga: 17.º (2006-07).
- Participaciones totales en competiciones europeas: 33

Liga de Campeones de la UEFA (6): 1956-57, 1983-84, 1984-85, 1998-99, 2014-15, 2025-26.
Liga Europa de la UEFA (19): 1971-72, 1976-77, 1977-78, 1978-79, 1982-83, 1985-86, 1986-87, 1988-89, 1994-95, 1997-98, 2004-05, 2009-10, 2011-12, 2012-13, 2014-15, 2015-16, 2016-17, 2017-18, 2024-25.
Recopa de Europa de la UEFA (2): 1969-70, 1973-74.
Copa de Ferias (5): 1964-65, 1966-67, 1967-68, 1968-69, 1970-71.
Copa Intertoto de la UEFA (1): 2005.
Récords de jugadores
- Máximo goleador de la historia del club: Telmo Zarra, 335 goles (251 en liga, 84 en copas nacionales).[112]
- Jugador con más partidos disputados en la historia del club: José Ángel Iribar, 614 partidos (466 en liga, 93 en copa, 55 en competiciones europeas).[113]
- Más temporadas en el club: Piru Gaínza (20 temporadas).[114]
- Jugador con más títulos ganados con el club: Gregorio Blasco (16 títulos).[115]
- Jugador con más títulos nacionales ganados con el club: Piru Gaínza (10 títulos).[114]
- Jugador más joven en debutar (competición nacional/internacional): Iker Muniain (debutó el 30 de julio de 2009, a los 16 años, 7 meses y 11 días, contra el Young Boys).[116]
- Jugador más joven en debutar (competición regional): Domingo Gómez-Acedo (debutó el 18 de octubre de 1914, a los 16 años, 4 meses y 12 días, contra el Arin Sport).[117]
- Jugador más veterano: Armando Ribeiro (se retiró el 15 de mayo de 2010, a los 39 años y 119 días).[118]
- Goleador más joven: Iker Muniain (marcó gol el 6 de agosto de 2009 a los 16 años, 7 meses y 18 días, contra el Young Boys).[119]
- Goleador más joven en una final: Domingo Gómez-Acedo (marcó el 7 de mayo de 1916, a los 17 años y 335 días contra el Real Madrid).[120]
- Goleador más veterano: Aritz Aduriz (marcó el 16 de agosto de 2019 a los 38 años y 186 días).[121]
- Fichaje más caro de la historia: Iñigo Martínez (comprado por 32 000 000 € en 2018 a la Real Sociedad).[122]
- Venta más cara de la historia: Kepa Arrizabalaga (traspasado por 80 000 000 € en 2018 al Chelsea F. C.).[123]

Récords de goles
- Mayor número de goles en una temporada de liga: 88 goles en 30 partidos (1950-51).[124]
- Mayor goleada conseguida en liga como local: Athletic 12 - F. C. Barcelona 1 (1930-31).[125]
- Mayor goleada conseguida en liga como visitante: C.A. Osasuna 1 - Athletic 8 (1958-59).[126]
- Mayor goleada conseguida en la Copa del Rey: Athletic 12 - R. C. Celta de Vigo 1 (1946-47).[127]
- Mayor goleada conseguida en competiciones europeas: Standard Lieja 1 - Athletic 7 (2004-05).[128]

Mejores y peores rachas en liga:
- Mayor racha de partidos invicto: 20 (desde el 10 de junio de 1929 al 30 de marzo de 1930).[129]
- Mayor racha de victorias consecutivas: 7 (desde el 1 de diciembre de 1946 al 2 de febrero de 1947).[130]
- Mayor racha de derrotas consecutivas: 6 (desde el 26 de marzo de 1961 al 10 de septiembre de 1961).[131]
- Mayor racha sin victorias: 13 (desde el 23 de agosto de 2018 al 3 de diciembre de 2018).[132]

## Organigrama deportivo
Para un completo detalle de la temporada en curso, véase Temporada 2025-26 del Athletic Club

### Jugadores

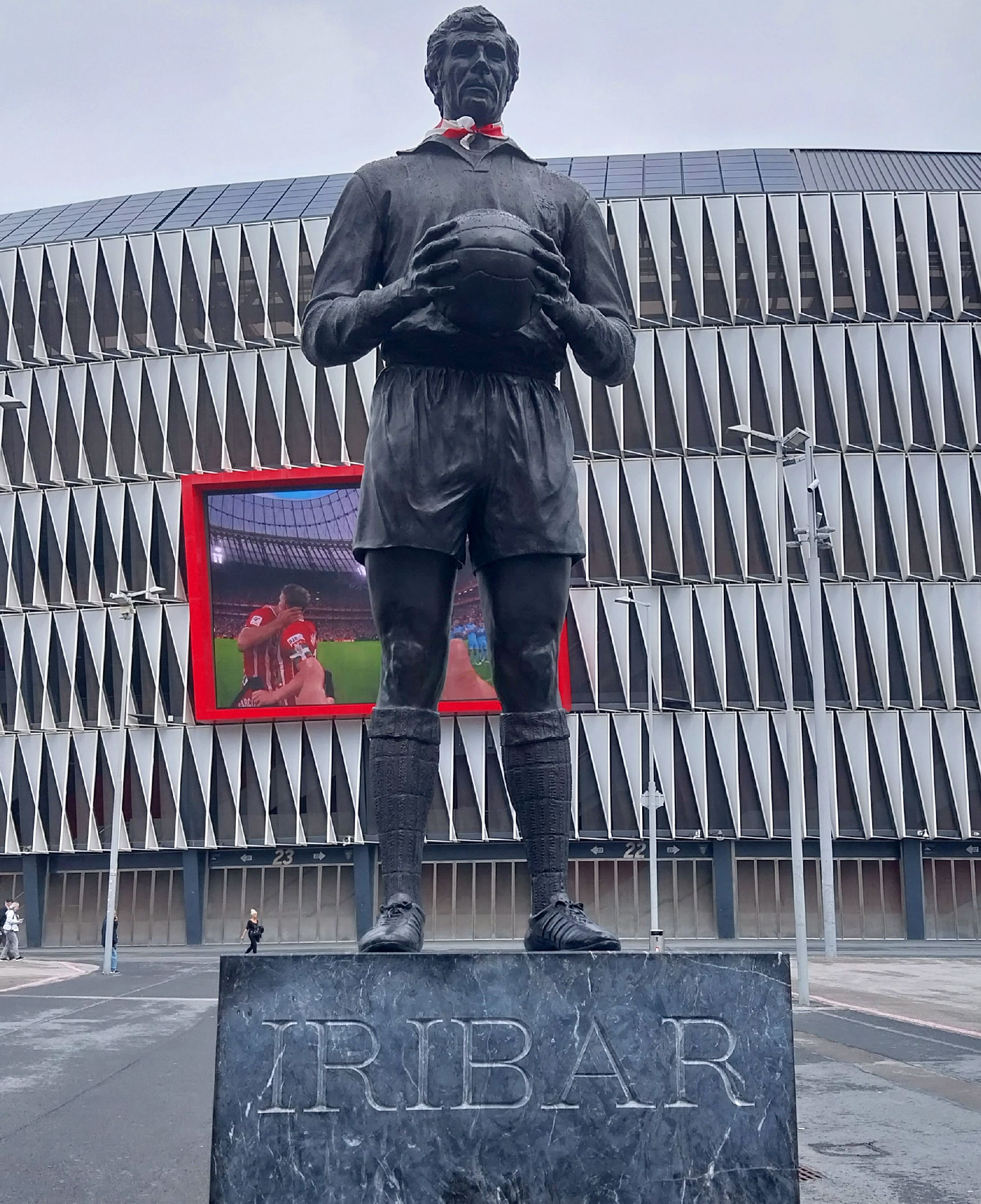
Estatua de Iribar erigida frente a San Mamés.

Desde su fundación en 1898, han sido más de 600 jugadores los que han vestido la camiseta del Athletic, la práctica totalidad nacidos o formados en Euskal Herria. El que más partidos disputó con el club fue José Ángel Iribar, con 614 en 18 temporadas, y el que más goles anotó fue Telmo Zarra, quien alcanzó la cifra de 335 tantos en 354 encuentros, con un promedio de 0,95 goles por partido, además de ser el máximo goleador de la liga en seis ocasiones y batir numerosos récords, algunos aún vigentes.
Otro de los jugadores más destacables fue Pichichi, ganador de cuatro Copas del Rey con el Athletic en los años 1910 y 1920; además, es quien da nombre al máximo goleador de la liga, al que se le otorga el Trofeo Pichichi. Entre los años 1920 y 1930 destacaron el guardameta Gregorio Blasco (portero menos goleado de la liga en tres ocasiones) y los componentes de la «primera delantera histórica» del club: Lafuente, Iraragorri, Bata (máximo goleador de la liga en 1930-31), Chirri II y Gorostiza (tres veces máximo goleador de la liga).
En los años 1940 y principios de los 1950 destacaron especialmente el guardameta Lezama (portero menos goleado de la liga en 1946-47), el mediocentro Nando y los integrantes de la «segunda delantera histórica» del club: Iriondo, Venancio, Zarra, Panizo y Gaínza. En la segunda mitad de los años cincuenta y principios de los 1960 también sobresalieron el goleador Eneko Arieta, el portero Carmelo o el defensa Garay, entre otros. En los años 1960 y 1970 brilló especialmente la figura de Iribar, pero también destacaron otros jugadores como el delantero Fidel Uriarte (ganador del Trofeo Pichichi en 1967-68) o el extremo Txetxu Rojo. En esa época, pero más tarde, también sobresalieron jugadores como Guisasola, Irureta, Carlos (ganador del último Trofeo Pichichi del Athletic) y otros jugadores más jóvenes como Alexanco, Goikoetxea y Dani (segundo máximo goleador de la historia del club).
En los años 1980, además de Goikoetxea y Dani, el guardameta Zubizarreta y el delantero Manu Sarabia fueron dos de las principales figuras del último equipo en ganar la liga con el Athletic. En los años 1990 la principal estrella fue Julen Guerrero, pero también destacaron otros jugadores como Joseba Etxeberria, Rafa Alkorta o Ismael Urzaiz. En los 2000 sobresalieron los nombres de Fran Yeste, Asier del Horno y Fernando Llorente, y más tarde Javi Martínez. En la década posterior Iker Muniain y Aritz Aduriz fueron los más destacados, además de Ander Herrera y Aymeric Laporte.
 Actualizado a 17 de agosto de 2025.
     En activo.     En activo con el club.
| Apariciones        | Apariciones           | Apariciones | Apariciones |
| ------------------ | --------------------- | ----------- | ----------- |
| 1                  | José Ángel Iribar     | 1962–1980   | 614         |
| 2                  | Óscar de Marcos       | 2009-2025   | 573         |
| 3                  | Iker Muniain          | 2009–2024   | 560         |
| 4                  | Txetxu Rojo           | 1965–1982   | 541         |
| 5                  | Joseba Etxeberria     | 1995–2010   | 514         |
| 6                  | Andoni Iraola         | 2003–2015   | 510         |
| 7                  | Markel Susaeta        | 2007–2019   | 507         |
| 8                  | Agustín «Piru» Gainza | 1939–1959   | 489         |
| 9                  | José María Orue       | 1950–1968   | 483         |
| 10                 | Iñaki Williams        | Desde 2014  | 471         |
| Ver lista completa |                       |             |             |

| Goles              | Goles                 | Goles     | Goles |
| ------------------ | --------------------- | --------- | ----- |
| 1                  | Telmo Zarra           | 1940–1955 | 335   |
| 2                  | Dani                  | 1974–1986 | 199   |
| 3                  | José Luis Panizo      | 1939–1955 | 178   |
| 4                  | Aritz Aduriz          | 2002–2020 | 172   |
| 5                  | Eneko Arieta          | 1951–1966 | 165   |
| 6                  | Agustín «Piru» Gainza | 1939–1959 | 147   |
| 7                  | Guillermo Gorostiza   | 1929–1940 | 145   |
| 8                  | Bata                  | 1929–1936 | 142   |
| 9                  | José Luis Artetxe     | 1950–1965 | 136   |
| 10                 | Ismael Urzaiz         | 1996–2007 | 129   |
| Ver lista completa |                       |           |       |

### Plantilla 2025-26
- Los jugadores con dorsales superiores al 25 son, a todos los efectos, jugadores del Bilbao Athletic, y como tales, podrán compaginar partidos con el primer y segundo equipo. Tal y como exige la normativa de la LFP, los jugadores de la primera plantilla deberán llevar los dorsales del 1 al 25.[165]

#### Altas y bajas 2025-26
| Altas           | Altas          | Altas                     | Altas                    | Altas        |
| Jugador         | Posición       | Procedencia               | Tipo                     | Costo        |
| --------------- | -------------- | ------------------------- | ------------------------ | ------------ |
| Robert Navarro  | Centrocampista | R. C. D. Mallorca         | Libre                    | 0 €          |
| Hugo Rincón     | Defensa        | C. D. Mirandés            | Fin de cesión            | 0 €          |
| Unai Vencedor   | Centrocampista | Racing de Santander       | Fin de cesión            | 0 €          |
| Nico Serrano    | Delantero      | Sporting de Gijón         | Fin de cesión            | 0 €          |
| Javier Martón   | Delantero      | Albacete Balompié         | Fin de cesión            | 0 €          |
| Malcom Adu Ares | Delantero      | Real Zaragoza             | Fin de cesión            | 0 €          |
| Urko Izeta      | Delantero      | C. D. Mirandés            | Fin de cesión            | 0 €          |
| Álex Padilla    | Portero        | Club Universidad Nacional | Fin de cesión (cláusula) | 300 000 €    |
| Jesús Areso     | Defensa        | C. A. Osasuna             | Traspaso                 | 12 000 000 € |
| Adama Boiro     | Defensa        | Cantera                   | Promoción                |              |

| Bajas              | Bajas          | Bajas               | Bajas         | Bajas       |
| Jugador            | Posición       | Destino             | Tipo          | Costo       |
| ------------------ | -------------- | ------------------- | ------------- | ----------- |
| Óscar de Marcos    | Defensa        | -                   | Retirado      | 0 €         |
| Unai Núñez         | Defensa        | Celta de Vigo       | Fin de cesión | 0 €         |
| Julen Agirrezabala | Portero        | Valencia C. F.      | Cesión        | 1 000 000 € |
| Javier Martón      | Delantero      | S. D. Eibar         | Traspaso      | 0 €         |
| Álvaro Djaló       | Delantero      | Al-Gharafa S. C.    | Cesión        | 0 €         |
| Hugo Rincón        | Defensa        | Girona F. C.        | Cesión        | 0 €         |
| Peio Canales       | Centrocampista | Racing de Santander | Cesión        | 0 €         |
| Malcom Adu Ares    | Delantero      | S. D. Eibar         | Traspaso      | 0 €         |

### Cuerpo técnico
En sus primeros años el Athletic contrató a entrenadores ingleses para dirigir al equipo, ya que en esos tiempos no existían técnicos locales debido al reciente nacimiento del fútbol en España. En los años 1920 y sobre todo en los 1930 el británico Fred Pentland marcó una época en el club: en su primera etapa conquistó la copa de 1923 y, en la segunda, logró formar el equipo más laureado de la historia del Athletic, que bajo su tutela se alzó con cuatro títulos de copa y dos de liga. Entre 1940 y 1947 el vizcaíno Juan Urquizu ayudó a formar el equipo de la «segunda delantera histórica» del club, que conquistó un doblete de liga y copa en 1943 y ganó otras dos copas de manera consecutiva en 1944 y 1945. En los años 1950 el checoslovaco Ferdinand Daučík formó otro de los equipos históricos del club, conocido como el equipo de «los once aldeanos», ganador de un doblete en 1956 y otras dos copas en 1955 y 1958 (si bien ya no estuvo presente en esta última), además de llevar al equipo hasta los cuartos de final de la Copa de Europa en el debut del Athletic en esta competición.
En la temporada 1976-77 Koldo Aguirre guio al Athletic hasta la primera final europea de su historia, que perdió, y esa misma temporada también disputó la final de copa, que también se perdió. En los años 1980 Javier Clemente marcó una época en el club al conquistar dos ligas y una copa, algo que el conjunto vasco no lograba desde 1956. En el año del centenario (1997-98) el francés Luis Fernández clasificó al Athletic para la Liga de Campeones tras quedar subcampeón de liga. Entre 2007 y 2011 el sevillano Joaquín Caparrós logró sacar al Athletic de una de las peores crisis deportivas de su historia, lo llevó a disputar su primera final de copa en 24 años y además formó un equipo competitivo cuya base se mantuvo durante muchos años. En la temporada 2011-12 el argentino Marcelo Bielsa llevó al equipo a disputar su segunda final europea y, al mismo tiempo, la final de copa, pero cayó derrotado en ambas. En la temporada 2013-14, bajo la dirección de Ernesto Valverde, el Athletic se clasificó nuevamente para la Liga de Campeones y batió su propio récord de puntos en liga (70); en 2015 llevó al club a ganar su primer título oficial desde 1984, la Supercopa de España. Unos años después, el técnico asturiano Marcelino ganó otra Supercopa tan solo tres semanas después de haber llegado al banquillo en sustitución de Gaizka Garitano.

### Directiva
La actual Junta Directiva está presidida por Jon Uriarte, cuya candidatura ganó las elecciones celebradas el 24 de junio de 2022, sucediendo en el cargo al anterior presidente, Aitor Elizegi. En aquellas elecciones participaron Jon Uriarte, Iñaki Arechabaleta y Ricardo Barkala. Se contabilizaron un total de 23 506 votos, lo que supuso el 56,36 % de participación de los socios con derecho a voto. Jon Uriarte fue el vencedor con 10 979 votos, mientras que sus rivales en las urnas, Iñaki Arechabaleta y Ricardo Barkala, cosecharon 7927 y 4262 votos respectivamente. Asimismo, 213 socios votaron en blanco, y los 125 votos restantes fueron considerados nulos.
La Junta Directiva del Athletic Club está compuesta por los siguientes directivos:
- Presidente: Jon Uriarte.
- Vicepresidenta primera: Nerea Ortiz.
- Vicepresidente segundo: Jon Ruigómez.
- Secretario: Jon Salinas.
- Vicesecretario: Xabier Álvarez.
- Tesorero: Guillermo Ruiz-Longarte.
- Vicetesorero: Ibon Naberan.
- Vocales: Igor San Román, Josetxu Urrutia, Egoitz Begoña, Ignacio Urigüen, Roque Echániz, Laura Ruiz de Azua, Ana Díez, Gorka Cubes, Ainhoa Iza, Goizalde Santamarina y Garazi Unibaso.

## Filosofía deportiva

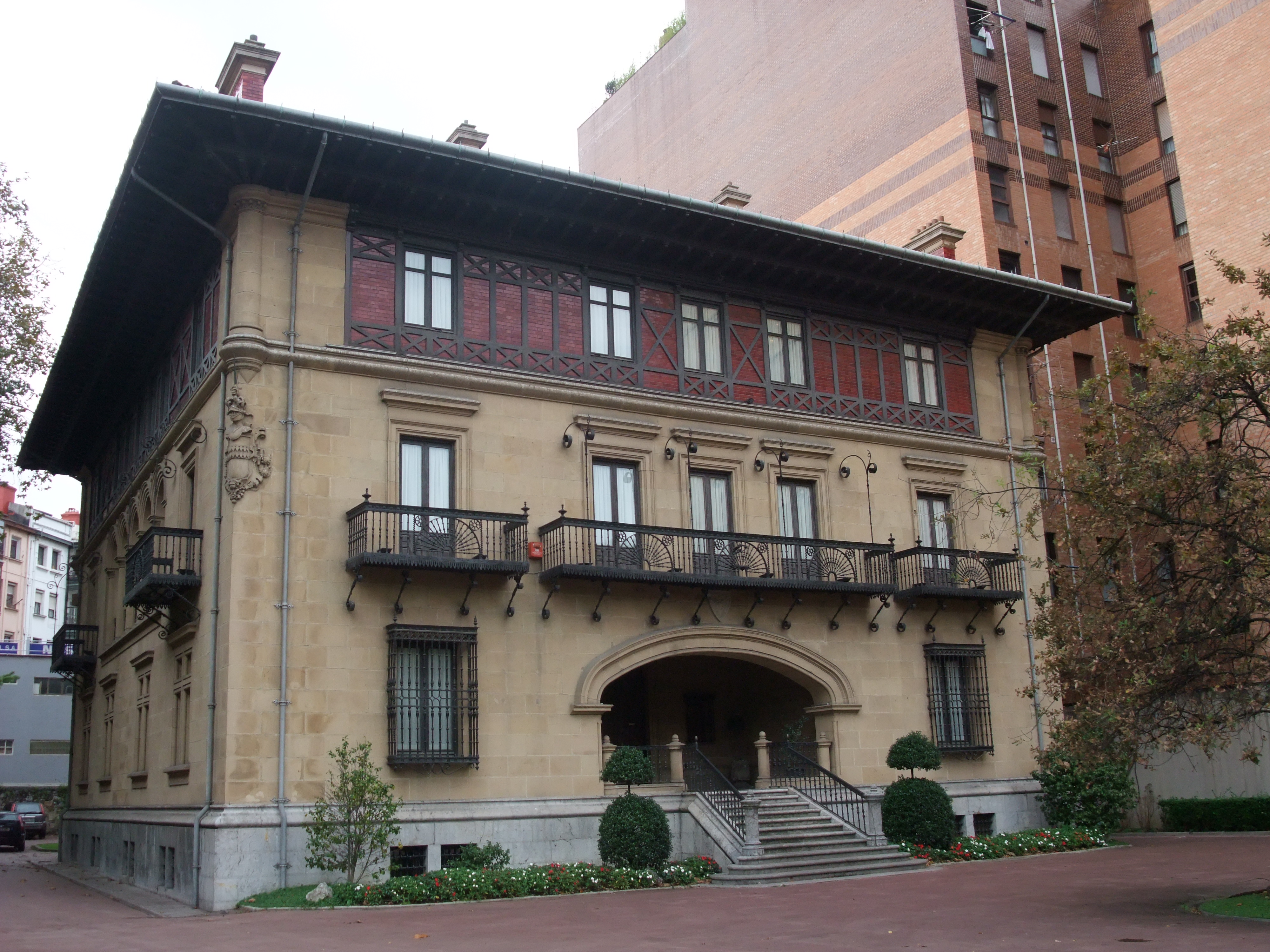
Palacio de Ibaigane, sede social del club.

El club denomina «filosofía deportiva» a su tradición histórica de jugar casi en exclusiva con jugadores nacidos o formados en el territorio histórico de Euskal Herria.
Según publica el propio club en su página web:

Nuestra filosofía deportiva se rige por el principio que determina que pueden jugar en sus filas los jugadores que se han hecho en la propia cantera y los formados en clubes de Euskal Herria, que engloba a las siguientes demarcaciones territoriales: Bizkaia, Gipuzkoa, Araba, Nafarroa, Lapurdi, Zuberoa y Nafarroa Behera, así como, por supuesto, los jugadores y jugadoras que hayan nacido en alguna de ellas.

Aunque en sus inicios fue uno de los primeros clubes españoles en contar con extranjeros en sus filas, principalmente ingleses que trabajaban en los puertos vizcaínos y residían en Bilbao, los problemas y quejas generados por parte de otros equipos (especialmente la Real Sociedad) por alinear a jugadores extranjeros provocaron que en 1911 la Real Federación Española de Fútbol estableciera un nuevo reglamento por el que solo podrían participar jugadores españoles. Desde ese momento el Athletic comenzó a alinear exclusivamente a jugadores vizcaínos en sus filas, si bien no existe constancia de ningún documento que pruebe que esta fue una decisión premeditada o fruto de la casualidad.
En los años 1950, cuando comenzaron a llegar los primeros jugadores extranjeros a la liga española, el Athletic siguió fiel a su tradición de jugar exclusivamente con jugadores vizcaínos. Sin embargo, en los años 1960 y 1970 empezaron a llegar los primeros jugadores de fuera de Vizcaya, principalmente de Guipúzcoa, y en los años ochenta esto se extendió a Álava y Navarra, además en esa década también llegó el primer jugador de fuera de Euskal Herria formado dentro del territorio, hecho que se siguió repitiendo en las siguientes décadas. En los años 1990 llegó al equipo Bixente Lizarazu, originario de la región francesa de Nueva Aquitania, lo que provocó cierta polémica entre los socios del club ya que muchos consideraban que no entraba dentro de la filosofía. Desde entonces han surgido otras polémicas entre el sector conservador de la masa social, quienes han criticado al club por contratar jugadores –tanto para el primer equipo como para la cantera– que supuestamente sobrepasaban los límites de la filosofía.
Para intentar acallar las críticas, el club hizo pública la «filosofía deportiva» en su página web en el año 2011 de la mano del presidente Josu Urrutia, aunque desde entonces muchos socios han puesto en duda tanto la «norma» como su cumplimiento.

## Categorías inferiores
Históricamente, la cantera del Athletic está considerada como una de las más importantes del fútbol español y ha aportado nombres de gran relevancia en la historia del fútbol (principalmente el español), tanto jugadores como entrenadores, tales como los técnicos Javier Clemente, Iñaki Sáez, Luis de la Fuente, Ernesto Valverde o Andoni Iraola, entre otros, y futbolistas como José Ramón Alexanko, Dani, Andoni Goikoetxea, los hermanos Julio y Patxi Salinas, Rafael Alkorta, Aitor Karanka, Julen Guerrero, Aritz Aduriz, Fernando Llorente o Aymeric Laporte, entre otros.
El Athletic invierte anualmente una gran suma de dinero en potenciar el trabajo de su cantera, contratando a multitud de técnicos y especialistas en el desarrollo del fútbol base. La zona de captación de jóvenes futbolistas se expande por todo el País Vasco, Navarra y el País Vasco francés, donde cuenta con varias residencias y escuelas de fútbol. Además, el club realiza ocasionalmente actos de apoyo al fútbol base vizcaíno, ya sea mediante partidos amistosos o acuerdos de colaboración.
Filiales
El Bilbao Athletic y el Club Deportivo Basconia son los dos equipos filiales del club, el primero fue fundado en 1964 y juega en la Primera División RFEF. Por otro lado, el Basconia se fundó como club independiente en 1913 y, desde 1997, ejerce como el segundo filial del club. Actualmente milita en el Grupo IV de la Tercera División RFEF.
Cantera
El Club tiene federados dos equipos en la categoría de juveniles, el Juvenil A, que participa en la División de Honor Juvenil y en la Copa del Rey Juvenil y el Juvenil B, que juega las competiciones provinciales.

## Otras secciones deportivas

### Fútbol femenino

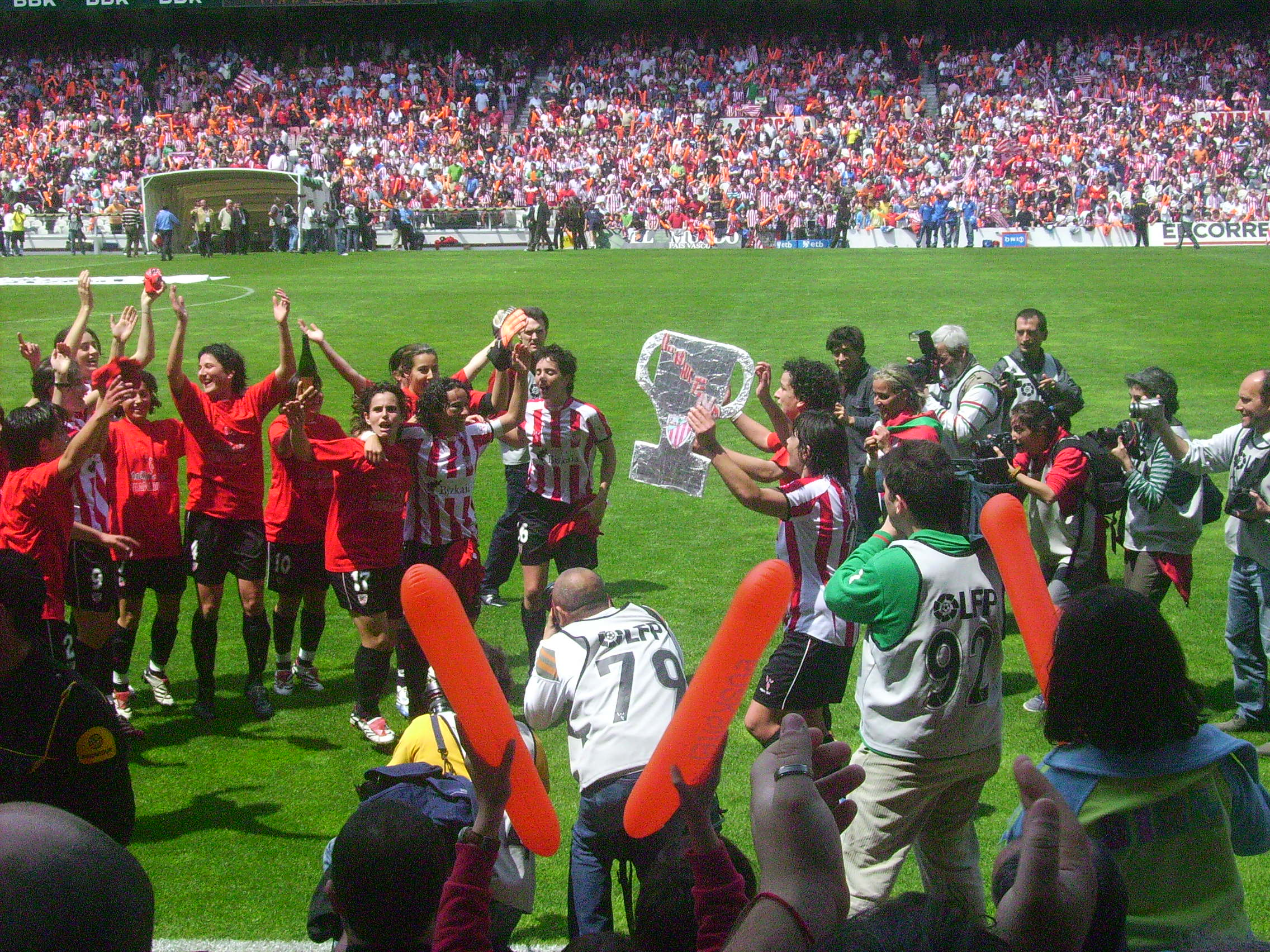
El equipo femenino durante la celebración de un título liguero.

El Athletic cuenta con un equipo de fútbol femenino, que surge de la unión con el Leioa EFT en 2002. Actualmente juega en la Primera División Femenina de España, donde ha ganado cinco ligas, la última en la temporada 2015-16, convirtiéndose en el equipo de la categoría con más galardones.

### Secciones históricas desaparecidas
Recientes apariciones de nuevas crónicas de principio de siglo hacen referencia a que el club poseía en 1903 no solo su sección principal, la del fútbol, sino que contaba además con una dedicada al ciclismo. Pocas referencias más se tienen sobre dicha disciplina en el seno del club, hasta que se recogen nuevos datos en la década de 1920. Por aquel entonces, época de la primera dictadura en el país, era aún una actividad que despertaba inquietud y alteración pública, motivo por lo que otras sociedades empezaron a recoger su práctica en sus senos, siendo los clubes de fútbol quienes la vieron con mayor entusiasmo.
Pese a ello y por motivos económicos, la sección terminó por desaparecer a mediados de la citada década.

## Área social y dimensión sociocultural

### Afición

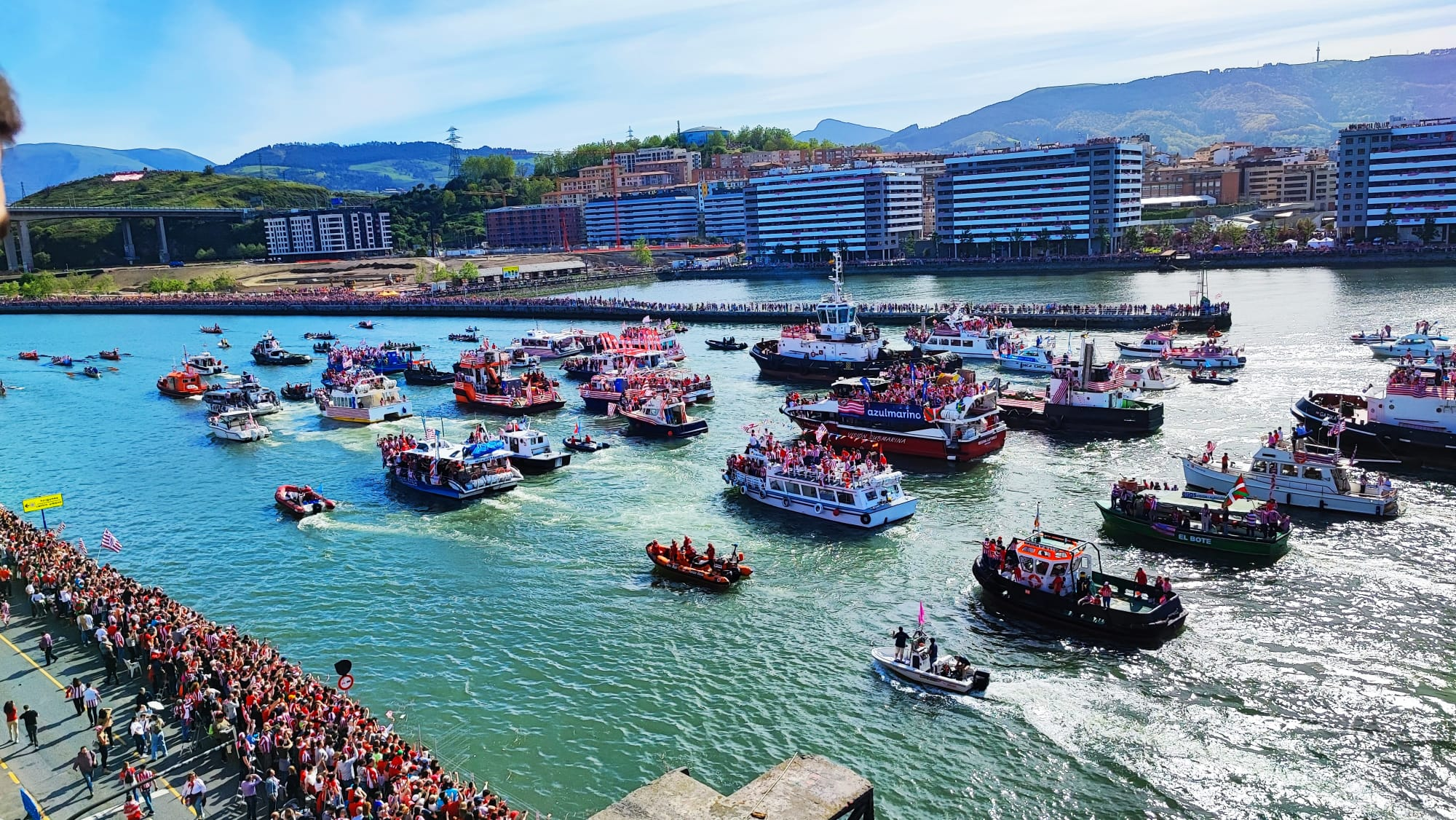
Aficionados del Athletic durante la celebración del título de la Copa del Rey de 2024.

El Athletic cuenta con una masa social de 42 949 socios y 475 peñas oficiales. Un estudio realizado en 2017 le sitúa como el quinto club con más seguidores en España.
La afición del Athletic, también conocida como la afición de San Mames, es famosa por el gran ambiente de su estadio. Es tradición en Bilbao y Vizcaya que las ciudades y pueblos de la provincia se engalanen con adornos rojiblancos para apoyar al equipo en partidos importantes; ya sea colgando banderas rojiblancas en balcones y bares, adornando los escaparates de los comercios con motivos rojiblancos, y otros actos organizados por entidades privadas. También es muy común que la afición se reúna en masa para apoyar al equipo antes de un partido de gran transcendencia, como en los octavos de final de la Europa League frente al Manchester United (2012) o en la semifinal de Copa del Rey frente al Sevilla F. C. (2009), entre otras, cuando una masa de miles de aficionados esperaron a la salida del hotel donde estaban concentrados los jugadores para animar al equipo en su salida en autobús hacia el estadio.
En marzo de 2012, el Athletic consiguió el récord de ser el club que más aficionados ha desplazado al extranjero (exceptuando las finales), al viajar alrededor de 8000 aficionados a Mánchester para presenciar el partido de octavos de final de la Europa League, que enfrentaba al Athletic con el Manchester United. En 2015, alrededor de 70 000 aficionados se movilizaron a Barcelona para la previa de la final de la copa ante el F. C. Barcelona. La afición del Athletic Club ha recibido innumerables elogios por parte de personalidades del mundo del fútbol, como el presidente de la UEFA Aleksander Čeferin y exfutbolistas de la talla de Maradona y Kempes, entre otros.
La afición del Athletic recibió el premio a la «mejor afición» de la temporada 2010-11, por parte del diario Marca.

### Reacciones frente al terrorismo
El Athletic Club ha hecho pública en varias ocasiones su postura sobre el terrorismo de ETA.
El 30 de diciembre de 1985, Juan Pedro Guzmán, industrial y directivo del Athletic, fue secuestrado por ETA. Los jugadores de la Real Sociedad y del Athletic emitieron un comunicado en el que denunciaban el secuestro como un ataque al Athletic y al entorno deportivo de Vizcaya, acusando a los secuestradores de no tener para vivir más que «la violencia y la extorsión. La intolerancia y el dogmatismo de unos pocos». El secuestro habría «irrumpido en un nuevo ámbito de convivencia. Antes de ahora, el trabajo, la calle, el hogar... Ahora, el espacio festivo del deporte. Como queriendo acabar con todos los ámbitos de encuentro y convivencia de los hombres de este pueblo. Y decimos: ¡basta!». Guzmán fue liberado por la policía pocos días después.
El 9 de marzo de 2008, el Athletic Club acordó por primera vez en su historia guardar un minuto de silencio en memoria de un asesinado por ETA, el exconcejal del PSE-EE Isaías Carrasco, asesinado dos días antes en Mondragón. El árbitro decidió interrumpirlo cuando solo llevaban transcurridos ocho segundos, debido a que una parte del público, mayoritariamente los integrantes de los grupos ultra Herri Norte y Abertzale Sur, no lo respetó. Hasta entonces, solo había guardado minutos de silencio para rendir homenaje a personas especialmente relacionadas con el club, como Javier Uría, entonces presidente, y Telmo Zarra, uno de los jugadores emblemáticos de la historia del club. También guardó un minuto de silencio tras el asesinato del dirigente de Herri Batasuna, Santiago Brouard, asesinado por los GAL en 1984.

## Rivalidades

### Real Sociedad

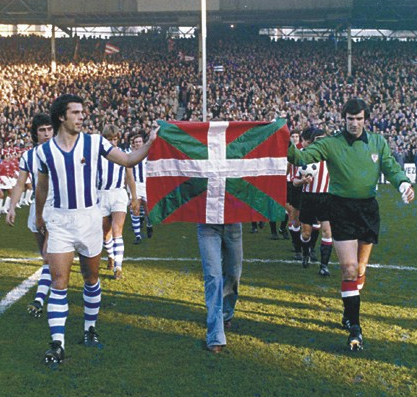
Iribar y Kortabarria saltan al césped de Atocha portando la ikurriña en el derbi Real-Athletic del 5 de diciembre de 1976.

El principal rival histórico del Athletic Club es la Real Sociedad, club vecino contra el que disputa el clásico derbi vasco. Ambos equipos han mantenido una gran rivalidad desde sus inicios, y si bien el Athletic tuvo una trayectoria notablemente superior durante muchas décadas, desde los años 1980 las diferencias entre ambos clubes se han igualado significativamente y, al mismo tiempo, ha aumentado la rivalidad.
En la primera mitad de los ochenta el fútbol vasco vivió una época dorada, la Real Sociedad ganó las dos primeras y únicas ligas de su historia en 1981 y 1982, mientras que el Athletic hizo lo propio en 1983 y 1984; ambos conjuntos contaban con jugadores internacionales en sus filas como Arconada y Ufarte por parte de los donostiarras, o Zubizarreta y Dani por parte de los vizcaínos, entre otros. Curiosamente, el Athletic ganó la liga de 1984 tras vencer a la Real Sociedad (2-1) en la última jornada, aunque estos ya no tenían opciones de aspirar al título.
En los años 1990 y 2000 el Athletic fichó a numerosos jugadores provenientes de la Real, entre los que destacan nombres como Peio Uralde, Loren, Bittor Alkiza o Joseba Etxeberría, lo que provocó un profundo malestar entre los aficionados realistas. A partir de la década de 2010 la Real Sociedad experimentó un gran crecimiento y en muchas ocasiones logró posicionarse por encima del Athletic en liga, esto culminó cuando en 2021 ambos se enfrentaron por primera vez en una final de la Copa del Rey, en la que los guipuzcoanos –que contaban con mejor plantilla– se alzaron con el título (1-0).

### Real Madrid y F. C. Barcelona

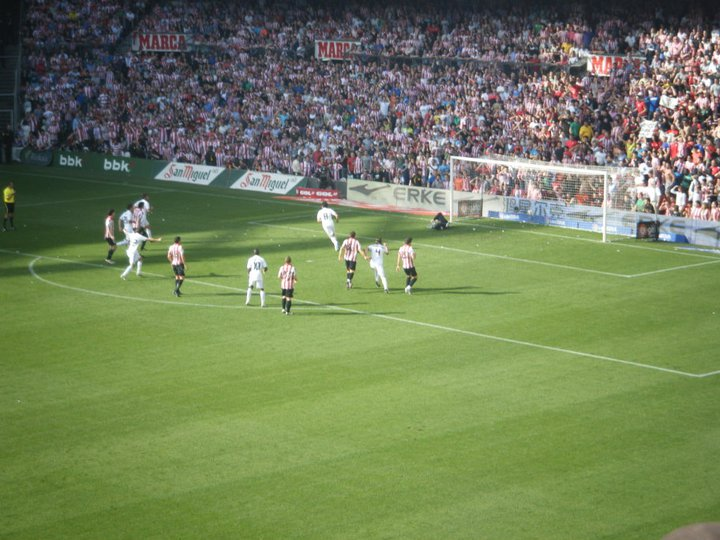
Partido entre el Athletic Club y el Real Madrid.

Con el Real Madrid y el F. C. Barcelona, el Athletic ha competido por muchos títulos de liga y copa a lo largo de su historia. El Athletic Club es el equipo que más victorias ha logrado ante F. C. Barcelona y Real Madrid en la historia del fútbol español (79 frente a catalanes y 76 contra madrileños), por delante de equipos como Atlético de Madrid, Valencia, Sevilla o Real Sociedad. Los partidos ante ambos equipos se consideran un clásico de la liga española al haberse dado desde el nacimiento de la competición, si bien, debido a la gran diferencia de nivel existente entre estos dos clubes y el resto en los últimos tiempos ya no tienen la repercusión de antaño. La última vez que el Athletic disputó un título con alguno de estos equipos fue en la final de la Supercopa de España de 2021, ganada por el Athletic con un resultado de 3-2 para los vascos. Los partidos entre el Real Madrid y el Athletic tienen un interés añadido debido a las diferencias políticas de las dos aficiones, lo que provoca que los partidos entre estos dos clubes tengan un cierto trasfondo político.
Los enfrentamientos ante el Real Madrid son conocidos como El Viejo Clásico del fútbol español, ya que fue el enfrentamiento más repetido hasta 2011. En el apartado deportivo, vizcaínos y madrileños se han enfrentado en ocho finales de la Copa del Rey, en las que el Athletic venció en seis ocasiones (1903, 1916, 1930, 1933, 1943 y 1958) y el Real Madrid en dos (1905 y 1906). También han disputado 21 eliminatorias de copa, en diez de ellas logró clasificarse el conjunto vasco y el madrileño en once. Por lo que respecta a la competición liguera, en cuatro de las ocho ligas que ha ganado el conjunto vasco (1934,1936,1983 y 1984), el Real Madrid ha sido subcampeón, mientras que el equipo bilbaíno ha sido subcampeón por detrás del Real Madrid en dos ocasiones (1932 y 1933).
Los partidos contra el F. C. Barcelona también son considerados como un clásico, debido a los numerosos enfrentamientos a lo largo de su historia. Ambos clubes se han enfrentado en nueve finales de copa, el Athletic se proclamó vencedor en dos ocasiones (1932 y 1984) y el F. C. Barcelona en siete (1920, 1942, 1953, 2009, 2012, 2015 y 2021). Además, se han enfrentado en 18 eliminatorias de copa, habiéndose clasificado siete veces el equipo vasco y once el equipo catalán. Por lo que respecta a la competición liguera, en dos de las ocho ligas que ha ganado el conjunto vasco (1930 y 1956) el F. C. Barcelona ha sido subcampeón, mientras que el equipo bilbaíno ha sido subcampeón, por detrás de los barcelonistas, dos veces (1952 y 1998). En competiciones europeas el club vasco venció por un global de 4-3 en la eliminatoria de cuartos de final de Copa de la UEFA 1976-77. Por último, en la Supercopa de España el club catalán ha vencido en las ediciones de 1983 y 2009, mientras que el Athletic lo hizo en las de 2015 y 2021. Las mayores goleadas a domicilio frente a ambos equipos fueron sendos 0-6.

### C. A. Osasuna
Otro de los equipos con el que el Athletic mantiene gran rivalidad es el C. A. Osasuna, con el que ha tenido continuos roces en los últimos años. En junio de 1998, el club navarro se encontraba en una delicada situación económica, por lo que llegó a un acuerdo con el club rojiblanco que duraría cuatro temporadas: Osasuna recibiría 200 millones de pesetas (1,2 millones de euros) y, a cambio, el Athletic podría tener un derecho preferencial por un jugador cada temporada y adquirirlo con un descuento del 30% en el precio de su cláusula de rescisión; a través de ese acuerdo llegaron Pablo Orbaiz y Tiko. Este acuerdo fue cancelado después de dos temporadas por Osasuna, por lo que tuvo que devolver la mitad del dinero ingresado (600 000 euros). El club navarro llegó a romper relaciones con el Athletic en 2005 por los fichajes de los cadetes Javier Eraso e Isma López, y desde entonces la relación entre estos dos clubes ha sido tensa. La afición de Osasuna ha proferido cánticos contra el Athletic durante los partidos, al grito de «¡No son de Lezama, son de Tajonar!», en alusión a los jugadores navarros que forman o han formado parte del primer equipo del Athletic, alguno de ellos con pasado en Osasuna. Tan es así que, en 2003, el futbolista navarro Tiko se negó a saltar al campo de El Sadar por los insultos de los aficionados rojillos.
En febrero de 2011, el por entonces presidente de Osasuna Patxi Izco afirmó tras la renovación de Nacho Monreal: «Si viene un equipo, escucharemos la oferta. Si viene el Athletic, que pague la cláusula y punto». Otra de las polémicas entre estos dos clubes vino en 2010 de la mano del jugador del Athletic Iker Muniain, quien a la pregunta de si el partido contra Osasuna le resultaba especial (ya que él es originario de Pamplona, ciudad del club navarro) respondió: «No sé por qué tengo que tenerle cariño a Osasuna. A mí nunca me han dado nada y sigue sin dármelo», declaraciones que no sentaron nada bien a los aficionados rojillos. Posteriormente, en marzo de 2012, los dos clubes se vieron envueltos en una nueva polémica, tras un partido en el que los jugadores del Athletic tuvieron que soportar lanzamientos de objetos por parte de los aficionados navarros, e incluso uno de los jugadores, Andoni Iraola, resultó alcanzado por uno de los objetos, provocándole un pequeño corte en el pómulo. Además, el presidente del Athletic Josu Urrutia explotó al final del partido al señalar en tono irónico «¡Qué recogepelotas tan buenos tenéis en Pamplona!», en alusión a la tardanza de estos en devolver los balones al campo con el objetivo de perder tiempo para beneficiar a su equipo, a lo que un directivo del club navarro respondió con sarcasmo «Si quieres, los puedes fichar para el Athletic. Están en edad cadete», en referencia a la costumbre del club rojiblanco de llevarse a canteranos de Osasuna.
En julio de 2017, el club navarro anunció que rompía toda relación o diplomacia con el club bilbaíno tras el pago de la cláusula de rescisión del contrato del futbolista juvenil Jesús Areso por parte del club vasco. Unos días después, el traspaso de Álex Berenguer al Torino incluyó una cláusula en la que, en caso de un futuro traspaso al club rojiblanco, el club navarro recibiría una compensación económica de 1,5 millones de euros. Tres años después, el Athletic fichó a Berenguer y el Torino se vio obligado a pagar la mencionada cláusula.

## Anexos
| Entidades relacionados                                                                                  | Datos estadísticos y trayectoria | Personalidades e historia                                                                     | Infraestructura                                                                                      |
| --- | --- | --------------------------------------------------------------------------------------------- | --- |
| - Athletic Club (femenino) - Bilbao Athletic - Bilbao Football Club - Bizcaya - Club Deportivo Basconia | - Estadísticas del Athletic Club - Futbolistas del Athletic Club - Jugadores con más partidos del Athletic Club - Máximos goleadores del Athletic Club - Palmarés del Athletic Club - Trayectoria del Athletic Club | - Entrenadores del Athletic Club - Presidentes del Athletic Club - Historia del Athletic Club | - Estadio de San Mamés (1913) - Estadio de San Mamés - Instalaciones de Lezama - Palacio de Ibaigane |

## Filmografía
- Documental TVE (16-2-1970), «Históricos del balompié - Athletic Club» en rtve.es.
- Documental ETB (1994), Athletic - Caso único en la historia del fútbol(parte 2) en YouTube.
- Documental TVE (1994) Temporada 93-94 en YouTube.
- Documental TVE (1998) Temporada del centenario 97-98 en YouTube.
- Documental ETB, (1998), «Athletic, un siglo de pasión» en YouTube.
- Documental ETB, (2009), «El Rey de Copas» en YouTube.
- Documental ETB, (2010), Joseba Etxeberria: el último canto del gallo en YouTube.
- Documental TVE (19-2-2013), «Conexión Vintage - Athletic de Bilbao» en rtve.es.
- Documental ETB (2013), El espíritu de San Mamés en YouTube.
- Documental ETB (2013), Un siglo y 90 minutos en YouTube.
- Documental TVE (23-10-2014), Conexión Vintage - Telmo Zarra, el gol en rtve.es.
- Documental TVE (16-4-2015), Conexión Vintage - Iribar en rtve.es.
- Documental TVE (16-4-2015), Ochéntame otra vez - Aquellas ligas inolvidables en rtve.es
- Documental TVE (28-09-18): Conexión Vintage - Clemente (parte 1) en rtve.es.
- Docuemntal TVE (26-10-18): Conexión Vintage - Clemente (parte 2) en rtve.es.